# Elaeocarpus sedentarius
Elaeocarpus sedentarius är en tvåhjärtbladig växtart som beskrevs av Maynard & Crayn. Elaeocarpus sedentarius ingår i släktet Elaeocarpus och familjen Elaeocarpaceae. Inga underarter finns listade i Catalogue of Life.